# タニノギムレット
タニノギムレット（欧字名:Tanino Gimlet、1999年5月4日 - ）は、日本の競走馬、種牡馬。
2002年の第69回東京優駿（日本ダービー）優勝馬。新世紀型ダービー馬と呼ばれた。馬主の谷水雄三は、かつてタニノハローモア、タニノムーティエで東京優駿を勝った谷水信夫の子息で、親子二代での東京優駿馬オーナーとなった。

## 経歴

### 誕生までの経緯
1971年11月8日に、カントリー牧場を経営していた谷水信夫が無免許・飲酒運転のライトバンにはねられて死去。急遽、息子の谷水雄三が31歳でカントリー牧場及び、皇子山カントリーホテルの経営を引き継いだ。雄三は、その後オーナーブリーダー業からの撤退も考えていたが、父から引き継いだタニノチカラが1973年の朝日杯チャレンジカップやハリウッドターフクラブ賞で勝利したのを見て、オーナーブリーダー業へ積極的にかかわるようになった。しかし、信夫が経営していたときのような成績を残すことはできなかった。（詳細はカントリー牧場#低迷期を参照。）
1973年11月、雄三は繁殖牝馬を求めて、カントリー牧場長の西山清一とともにアメリカ合衆国ケンタッキー州の牧場に向かい5頭を購入。道すがらに仔馬のセリにも参加した。当初は仔馬を購入する予定はなかったが、11歳で早世し希少化したシーバードを父に持つ仔馬を目の前にして、牝馬であることを知らずに、思いがけず入札。他のバイヤーと張り合ったがそれを制して、雄三が7万ドルで落札した。
雄三によって「タニノシーバード（Tanino Sea-Bird）」と名付けられてアメリカで競走馬としてデビュー。江面弘也によれば「先行するスピードには見どころのある牝馬」で、10戦2勝という成績を残した。競走馬引退後の1975年に日本に輸入され、カントリー牧場で繁殖牝馬となった。1983年に産んだタニノスイセイ（父:ゼダーン）は、1988年の朝日チャレンジカップ（GIII）1989年の北九州記念（GIII）など重賞を含めて7勝の成績を残した。
そして1988年、後のタニノギムレットの母となるタニノクリスタルが産まれた。1991年に競走馬デビューを果たし、アネモネステークスを勝利して桜花賞や優駿牝馬（オークス）に出走を果たすなど、6歳まで走り40戦3勝という成績で繁殖牝馬となった。タニノクリスタルの4回目の種付け相手にブライアンズタイムが選ばれ、1999年5月4日、後のタニノギムレットである牡馬が誕生した。カクテルの名前「ギムレット」から「タニノギムレット」と命名された。

### 競走馬時代
2歳の夏、札幌競馬場のダート1000メートル戦。そこでは2着に敗れる。その後尻尾の骨折による引退の危機を乗り越え、12月に阪神競馬場の芝1600メートル戦で復帰し、2着に7馬身差をつけ初勝利を挙げる。
2002年、3歳となり重賞初挑戦となったシンザン記念は、武豊を迎え優勝。続くアーリントンカップも3馬身半差をつけ優勝。さらに皐月賞トライアル、スプリングステークスでは負傷の武豊に代わって四位洋文が騎乗、大外を通り豪快な末脚でテレグノシスに並び掛けてクビ差の差し切り勝ち。
皐月賞では再び四位を背に、2.6倍の1番人気に推された。しかしレースでは、最終コーナーで一番外を大きく回るコースロスが響いてしまい、直線に入ってからほとんどの馬を抜き去る豪脚を見せるが、前の2頭を交わすことはできず3着に敗れた。勝ったのは好位から抜け出した15番人気のノーリーズンであった。このときの四位の荒い騎乗について、明らかな騎乗ミスであったとされることが多く、解説者も「タニノギムレットは1頭だけ100メートル余分に走っていた」と語った。勝ちタイムは1分58秒5は皐月賞レコード、ノーリーズンの単勝は万馬券、2着にも人気薄のタイガーカフェが粘り切って馬連53,090円となった。
レース後はこのまま東京優駿へ向かわず、NHKマイルカップにケガから復帰した武豊を鞍上に迎えて出走。単勝1.5倍の1番人気に推された。いつもの通りの後方待機から直線に向くも、テレグノシスの斜行により進路をふさがれる不利があり、進路を左右に変えながら追い上げたが、そのテレグノシスの3着に敗れた。審議時間は20分以上にも及び、武豊は珍しくテレグノシス鞍上の勝浦正樹に対して激怒したという。
引き続き中2週と詰まったローテーションとなるが、次走は東京優駿に出走。ここでも1番人気に推され、いつもの通りの後方待機から直線に向くと直線坂下から末脚を繰り出し、シンボリクリスエスを差し切り優勝した。武豊は史上初の東京優駿3勝目を挙げる。なお、レース前にタニノギムレットについて「馬は絶好調だし心配することはほとんどないが、杉本さんの◎（本命）だけが唯一心配だ」と関係者が揃って言っていた。
東京優駿後は栗東で調整されたのち、北海道浦河町の吉澤ステーブルに移動して調教を積まれた。秋シーズンに向けて8月25日に栗東へ帰厩し、以降も順調に調整が進んでいたが、9月1日の調教後に脚が熱を持ったため検査が行われたところ、左前浅屈腱炎を発症していたことが判明し、全治6か月と診断されたため、秋シーズンの出走が不可能となった。その後谷水と松田ら関係者が協議を行った結果、復帰への道程が険しいことや生産地の期待が高いことを受けて現役を引退することが決まった。種牡馬となってからの2003年8月24日に札幌競馬場で引退式が行われた。

### 種牡馬として
故障を受けて、急遽馬主の谷水雄三、社台グループの吉田勝己、調教師の松田国英の間で話し合いが持たれ、総額13億2000万円（2200万円×60株）のシンジケートが組まれ、北海道安平町の社台スタリオンステーションで種牡馬となることが決まった。

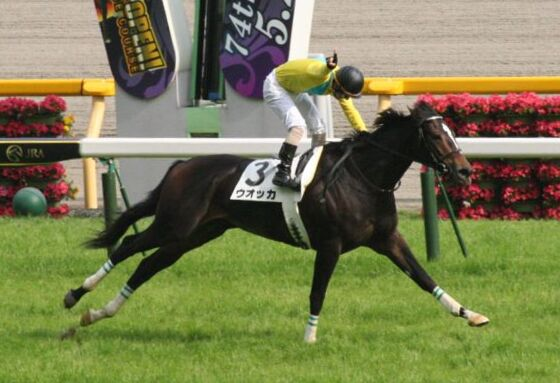
ウオッカ（2004年産）

産駒は2006年から走り始め、初年度産駒のウオッカが第58回阪神ジュベナイルフィリーズを制して産駒の初GI勝ちを収め、さらに翌2007年には自身と同じ「2枠3番」で64年ぶりの牝馬の東京優駿優勝を達成するなど、好調な出足を見せた。ウオッカとの父仔東京優駿制覇は史上5組目であり、父－娘の関係では史上初となる。ウオッカをはじめとする初年度産駒が活躍したこともあり、同年は240頭に種付けを行った。この種付け頭数は当年の国内2位であった。なおウオッカは2008年、2009年と2年連続でJRA賞年度代表馬に輝き、2011年には顕彰馬に選出された。
その後、2013年11月30日にレックススタッドへ移動すると2014年からは同地で種牡馬生活を送る。2020年をもって種牡馬を引退。引退後は北海道日高町のYogiboヴェルサイユリゾートファームで功労馬として繋養されている。ヴェルサイユファームでは、牧場に来た当初からタニノギムレットが頻繁に牧柵を蹴り壊す光景が見られており、修理代を工面するために壊された牧柵をリサイクルしたグッズをネット販売した。ファンから破壊神と呼ばれる。

## 競走成績
以下の内容は、netkeiba.com及びJBISサーチの情報に基づく。
| 競走日 | 競走日 | 競馬場 | 競走名        | 格   | 距離（馬場）  | 頭 数 | 枠 番 | 馬 番 | オッズ （人気） | 着順 | タイム （上がり3F） | 着差 | 騎手     | 斤量 [kg] | 1着馬（2着馬）         | 馬体重 [kg] |
| ------ | ------ | ------ | ------------- | ---- | ------------- | ----- | ----- | ----- | --------------- | ---- | ------------------- | ---- | -------- | --------- | ---------------------- | ----------- |
| 2001.  | 08.05  | 札幌   | 2歳新馬       |      | ダ1000m（良） | 12    | 6     | 7     | 002.1（1人）    | 2着  | 1:00.8 (36.5)       | -0.2 | 横山典弘 | 53        | レアパール             | 472         |
|        | 12.22  | 阪神   | 2歳未勝利     |      | 芝1600m（良） | 16    | 2     | 4     | 003.6（3人）    | 1着  | 1:35.6 (35.2)       | -1.2 | 四位洋文 | 54        | （ハマノホーク）       | 480         |
| 2002.  | 01.14  | 京都   | シンザン記念  | GIII | 芝1600m（良） | 16    | 2     | 3     | 002.2（1人）    | 1着  | 1:34.8 (34.5)       | -0.1 | 武豊     | 55        | （チアズシュタルク）   | 488         |
|        | 02.23  | 阪神   | アーリントンC | GIII | 芝1600m（良） | 13    | 6     | 9     | 001.3（1人）    | 1着  | 1:33.9 (34.1)       | -0.6 | 武豊     | 56        | （ホーマンウイナー）   | 482         |
|        | 03.17  | 中山   | スプリングS   | GII  | 芝1800m（良） | 16    | 6     | 11    | 001.3（1人）    | 1着  | 1:46.9 (34.5)       | -0.0 | 四位洋文 | 56        | （テレグノシス）       | 482         |
|        | 04.14  | 中山   | 皐月賞        | GI   | 芝2000m（良） | 18    | 6     | 11    | 002.6（1人）    | 3着  | 1:58.8 (34.8)       | -0.3 | 四位洋文 | 57        | ノーリーズン           | 484         |
|        | 05.04  | 東京   | NHKマイルC    | GI   | 芝1600m（良） | 18    | 5     | 9     | 001.5（1人）    | 3着  | 1:33.5 (35.3)       | -0.4 | 武豊     | 57        | テレグノシス           | 480         |
|        | 05.26  | 東京   | 東京優駿      | GI   | 芝2400m（良） | 18    | 2     | 3     | 002.6（1人）    | 1着  | 2:26.2 (34.7)       | -0.2 | 武豊     | 57        | （シンボリクリスエス） | 482         |

## 産駒成績

### 年度別（中央+地方）
| 年     | 出走 | 出走 | 勝利 | 勝利 | 順位 | AEI  | 収得賞金         |
| 年     | 頭数 | 回数 | 頭数 | 回数 | 順位 | AEI  | 収得賞金         |
| ------ | ---- | ---- | ---- | ---- | ---- | ---- | ---------------- |
| 2006年 | 47   | 139  | 7    | 9    | 89   | 1.10 | 1億9830万9000円  |
| 2007年 | 139  | 794  | 50   | 81   | 21   | 1.83 | 9億9233万7000円  |
| 2008年 | 195  | 1478 | 92   | 149  | 13   | 1.85 | 14億0744万9000円 |
| 2009年 | 214  | 1802 | 91   | 167  | 11   | 1.89 | 15億8041万7000円 |
| 2010年 | 267  | 1953 | 97   | 160  | 21   | 0.97 | 10億0954万7000円 |
| 2011年 | 332  | 2554 | 136  | 227  | 18   | 0.92 | 11億6799万3000円 |
| 2012年 | 324  | 2917 | 136  | 259  | 18   | 0.75 | 11億0756万1000円 |
| 2013年 | 301  | 2597 | 112  | 181  | 20   | 0.68 | 8億6451万6000円  |
| 2014年 | 286  | 2489 | 97   | 176  | 24   | 0.68 | 7億6804万2000円  |
| 2015年 | 269  | 2402 | 107  | 187  | 24   | 0.56 | 6億1154万1500円  |
| 2016年 | 242  | 2457 | 85   | 150  | 34   | 0.53 | 5億3908万9000円  |

- 2016年終了時点[16][17]。

### グレード制重賞優勝馬
太字はGI競走。
- 2004年産
  - ウオッカ（ジャパンカップ、東京優駿、天皇賞（秋）、安田記念 2回、ヴィクトリアマイル、阪神ジュベナイルフィリーズ、チューリップ賞）[18]
  - ヒラボクロイヤル（青葉賞）[19]
  - アブソリュート（東京新聞杯、富士ステークス）[20]
  - ニシノブルームーン（中山牝馬ステークス）[21]
  - ゴールドアグリ（新潟2歳ステークス）[22]
- 2005年産
  - スマイルジャック（スプリングステークス、関屋記念、東京新聞杯）[23]
- 2006年産
  - セイクリッドバレー（新潟大賞典）[24]
- 2008年産
  - クレスコグランド（京都新聞杯）[25]
  - オールザットジャズ（福島牝馬ステークス 2回）[26]
- 2009年産
  - ミッドサマーフェア（フローラステークス）[27]
- 2011年産
  - ハギノハイブリッド（京都新聞杯）[28]
  - メドウラーク（七夕賞、阪神ジャンプステークス）[29]
- 2013年産
  - ブラックスピネル（東京新聞杯）[30]

### 地方重賞優勝馬
- 2005年産
  - カクテルラウンジ（オパールカップ）[31]
- 2008年産
  - リワードレブロン（黒潮菊花賞、オグリキャップ記念 2回、高知県知事賞 2回）[32]
- 2009年産
  - キャニオンサクセス（紅葉賞）[33]
- 2013年産
  - ブラックビューティ（黒潮皐月賞、金の鞍賞）[34]
- 2015年産
  - ミスマンマミーア（フローラルカップ）[35]

### 母の父としての主な産駒

#### グレード制重賞優勝馬
- 2012年産
  - パフォーマプロミス：父ステイゴールド（日経新春杯、アルゼンチン共和国杯、鳴尾記念）[36]
- 2013年産
  - プロフェット：父ハービンジャー（京成杯）[37]
- 2014年産
  - ブレスジャーニー：父バトルプラン（サウジアラビアロイヤルカップ、東京スポーツ杯2歳ステークス）[38]
  - タガノディグオ：父エンパイアメーカー（兵庫チャンピオンシップ）[39]
- 2016年産
  - クラージュゲリエ：父キングカメハメハ（京都2歳ステークス）[40]
  - オーヴェルニュ：父スマートファルコン（東海ステークス、平安ステークス）[41]
- 2018年産
  - テンハッピーローズ：父エピファネイア（ヴィクトリアマイル）[42]
  - ララクリスティーヌ：父ミッキーアイル（京都牝馬ステークス）[43]

#### 地方重賞優勝馬
- 2012年産
  - タケルオウジ：父スウェプトオーヴァーボード（サンライズカップ）[44]
  - バズーカ：父スニッツェル（東海ダービー、MRO金賞、秋の鞍、岐阜金賞、園田金盃、兵庫ゴールドカップ）[45]
- 2014年産
  - スターレーン：父スマートファルコン（ル・プランタン賞）[46]
- 2015年産
  - グラヴィオーラ：父サウスヴィグラス（東京2歳優駿牝馬、東京プリンセス賞）[47]
  - リンノゲレイロ：父ローレルゲレイロ（筑紫野賞、佐賀皐月賞）[48]
- 2016年産
  - アリアナティー：父ローエングリン（園田クイーンセレクション）[49]
- 2018年産
  - エムワンハルコ：父ザサンデーフサイチ（サファイア賞）[50]
- 2019年産
  - ブローヴェイス：父ストロングリターン（サファイア賞）[51]
- 2021年産
  - ニジイロハーピー：父ストロングリターン（兵庫クイーンセレクション、東海クイーンカップ、のじぎく賞）[52]
- 2022年産
  - ゴーゴーバースデイ：父アメリカンペイトリオット（新緑賞）[53]

## 血統表
| タニノギムレットの血統                          | タニノギムレットの血統                           | タニノギムレットの血統                         | （血統表の出典）                               | （血統表の出典） |
| 父系                                            | ロベルト系                                       | ロベルト系                                     | ロベルト系                                     | [ § 2 ]          |
| 父 *ブライアンズタイム Brian's Time 1985 黒鹿毛 | 父の父Roberto 1969 鹿毛                          | Hail to Reason                                 | Turn-to                                        | Turn-to          |
| 父 *ブライアンズタイム Brian's Time 1985 黒鹿毛 | 父の父Roberto 1969 鹿毛                          | Hail to Reason                                 | Nothirdchance                                  |                  |
| 父 *ブライアンズタイム Brian's Time 1985 黒鹿毛 | 父の父Roberto 1969 鹿毛                          | Bramalea                                       | Nashua                                         | Nashua           |
| 父 *ブライアンズタイム Brian's Time 1985 黒鹿毛 | 父の父Roberto 1969 鹿毛                          | Bramalea                                       | Rarelea                                        |                  |
| 父 *ブライアンズタイム Brian's Time 1985 黒鹿毛 | 父の母Kelley's Day 1977 鹿毛                     | Graustark                                      | Ribot                                          | Ribot            |
| 父 *ブライアンズタイム Brian's Time 1985 黒鹿毛 | 父の母Kelley's Day 1977 鹿毛                     | Graustark                                      | Flower Bowl                                    |                  |
| 父 *ブライアンズタイム Brian's Time 1985 黒鹿毛 | 父の母Kelley's Day 1977 鹿毛                     | Golden Trail                                   | Hasty Road                                     | Hasty Road       |
| 父 *ブライアンズタイム Brian's Time 1985 黒鹿毛 | 父の母Kelley's Day 1977 鹿毛                     | Golden Trail                                   | Sunny Vale                                     |                  |
| 母 タニノクリスタル 1988 栗毛                   | 母の父*クリスタルパレス Crystal Palace 1974 芦毛 | Caro                                           | *フォルティノ                                  | *フォルティノ    |
| 母 タニノクリスタル 1988 栗毛                   | 母の父*クリスタルパレス Crystal Palace 1974 芦毛 | Caro                                           | Chambord                                       |                  |
| 母 タニノクリスタル 1988 栗毛                   | 母の父*クリスタルパレス Crystal Palace 1974 芦毛 | Hermieres                                      | Sicambre                                       | Sicambre         |
| 母 タニノクリスタル 1988 栗毛                   | 母の父*クリスタルパレス Crystal Palace 1974 芦毛 | Hermieres                                      | Vieille Pierre                                 |                  |
| 母 タニノクリスタル 1988 栗毛                   | 母の母*タニノシーバード 1972 栗毛                | Sea-Bird                                       | Dan Cupid                                      | Dan Cupid        |
| 母 タニノクリスタル 1988 栗毛                   | 母の母*タニノシーバード 1972 栗毛                | Sea-Bird                                       | Sicalade                                       |                  |
| 母 タニノクリスタル 1988 栗毛                   | 母の母*タニノシーバード 1972 栗毛                | Flaxen                                         | Graustark                                      | Graustark        |
| 母 タニノクリスタル 1988 栗毛                   | 母の母*タニノシーバード 1972 栗毛                | Flaxen                                         | Flavia                                         |                  |
| 母系(F-No.)                                     | (FN:9-c)                                         | (FN:9-c)                                       | (FN:9-c)                                       | [ § 3 ]          |
| 5代内の近親交配                                 | Graustark 3×4、Roman 5×5、Sicambre 4･5（母内）   | Graustark 3×4、Roman 5×5、Sicambre 4･5（母内） | Graustark 3×4、Roman 5×5、Sicambre 4･5（母内） | [ § 4 ]          |
| 出典                                            | 1. 2. 3. 4.                                      | 1. 2. 3. 4.                                    | 1. 2. 3. 4.                                    | 1. 2. 3. 4.      |

- 母のタニノクリスタルはサファイヤステークス3着馬。
- 母の兄に朝日チャレンジカップ、北九州記念勝ち馬のタニノスイセイがいる。
- ナスルーラやマームードといった名種牡馬を輩出したムムタズマハルを7代母に持つ。